# Bredene
Bredene è un comune belga di 16 496 abitanti, situato nella provincia fiamminga delle Fiandre Occidentali.